# Asthena albulata
Phalène candide
Espèce
Asthena albulata, la Phalène candide, est une espèce de lépidoptères (papillons) de la famille des Geometridae.

## Répartition
Ce papillon est présent dans toute l'Europe mais également au Proche-Orient.

## Description

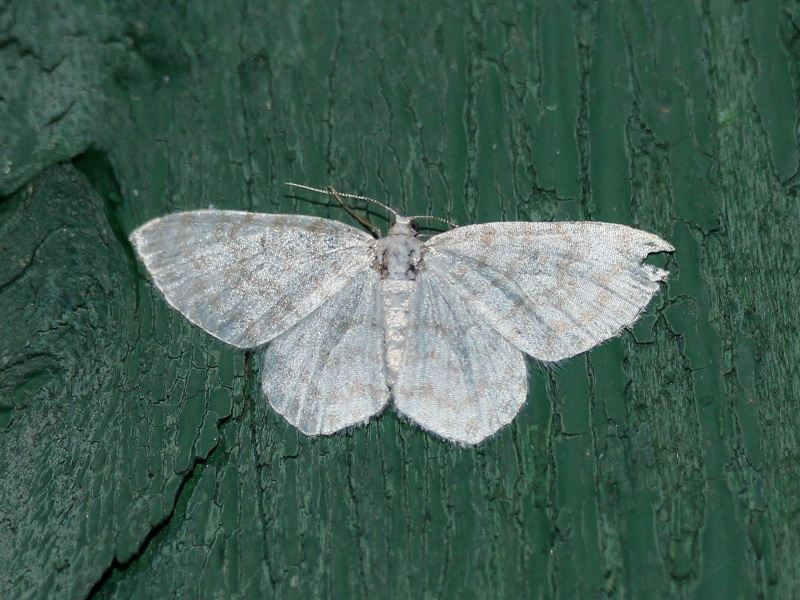
Phalène candide (sans points marginaux).

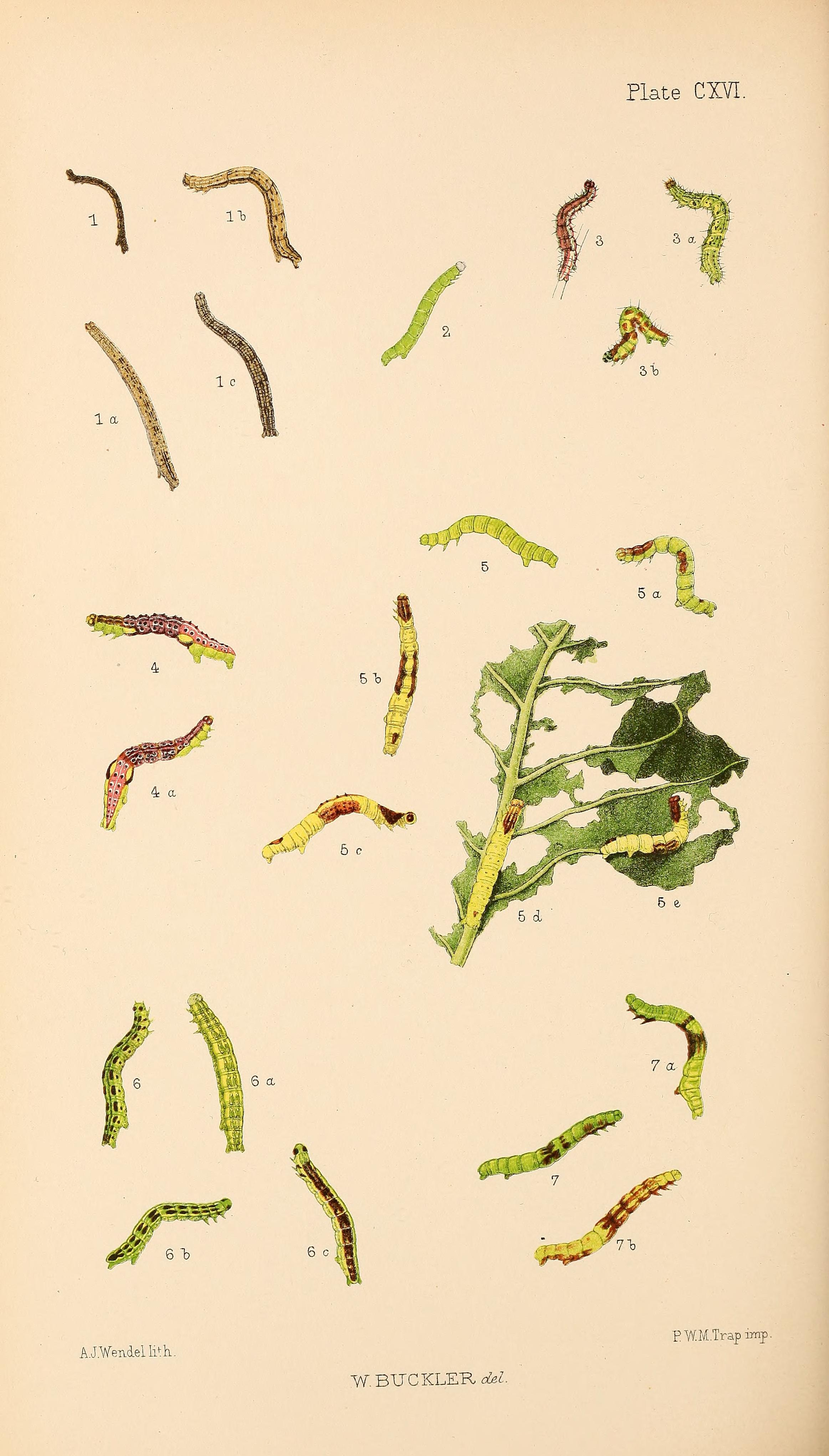
Fig. 3, 3a, 3b : larves à divers stades de croissance.

L'envergure d’Asthena albulata est de 14 à 18 mm. La couleur de fond des ailes est blanche (aspect soyeux). De fines lignes croisées brunes se trouvent sur les ailes antérieures et postérieures. Une rangée de points noirs marque la marge des deux ailes.
Asthena amurensis Stgr., du Paléarctique oriental, est plus petit, avec des points discaux distincts mais où manquent ceux de la marge distale. La larve est mince, pâle avec de grandes taches rouges, avec des soies assez longues et foncées.

### Biologie
Deux générations se succèdent par année, avec des adultes en vol de mi-avril à août.
Les larves se nourrissent de feuilles de noisetiers (Corylus avellana), de bouleaux (Betula) et parfois de charmes (Carpinus betulus). Les larves peuvent être trouvées de mai à septembre. Ce papillon hiverne sous forme de nymphe.

## Dénomination
Ce taxon porte en français le nom vernaculaire ou normalisé suivant : Phalène candide.

## Systématique
Le nom valide complet (avec auteur) de ce taxon est Asthena albulata (Hufnagel, 1767).
L'espèce a été initialement classée dans le genre Phalaena sous le protonyme Phalaena albulata Hufnagel, 1767.
Asthena albulata a pour synonymes :
- Asthena anastamosata Lempke, 1950
- Asthena candidata (Denis & Schiffermüller), 1775
- Asthena virgata Cockayne, 1950
- Cidaria candidata (Denis & Schiffermüller, 1775)
- Geometra candidaria Hübner, 1799
- Geometra candidata (Denis & Schiffermüller), 1775
- Larentia candidata (Denis & Schiffermüller, 1775)
- Phalaena albulata Hufnagel, 1767